# Kingdom Under Fire: The Crusaders
Kingdom Under Fire: The Crusaders es un videojuego de estrategia y rol exclusivo para la consola de Microsoft Xbox, Microsoft Windows desarrollado por la empresa de Corea del Sur Phantagram. Está recomendado para mayores de 17 años, principalmente por su carácter violento y sangriento. 

## El juego
Junto con Kingdom under fire para pc, Kingdom Under Fire: Heroes, Kingdom Under Fire: Circle of Doom y el recién anunciado Kingdom Under Fire II, narra la historia del ficticio continente de Bersia, en la cual conviven en una paz inestable; humanos, orcos, semi vampiros, elfos oscuros (drows), semi drows, semi elfos y enanos, además de otras criaturas menores.
Está claramente inspirado en la célebre serie de libros “Reinos Olvidados”, y se pueden ver muchos factores en común, desde razas hasta personajes. En una entrevista su director principal declaró que la principal película que los inspiró fue Gladiador (2000) dirigida por Ridley Scott y protagonizada por Russell Crowe, la inspiración se puede ver reflejada en la primera campaña, Gerald tiene un ligero parecido con Máximo Décimo Meridio, además que su rey Saúl el Sabio se parece a Marco Aurelio.
Kingdom Under Fire: The Crusaders es un juego de estrategia y combate en tercera persona debido a su modalidad de juego. 
Tiene un argumento y una trama muy bien formados, basadas en la historia de cuatro héroes y sus amigos y oficiales, cuyas historias se entrelazan desencadenando diversos acontecimientos que dan lugar a la historia del juego, que se da en un mundo parecido al mundo medieval, y donde existe la magia elemental, de cuatro elementos (hielo, fuego, rayo o electricidad y tierra), y otras magias, magias sagradas y malditas.
Hay dos modalidades durante cada partida, además de otra entre partidas. 
La primera modalidad, al comenzar el juego y entre cada refriega, se trata de movilizar a tus tropas. Es una modalidad estratégica, en la cual tu (como el capitán de las tropas) diriges, estableces formaciones y preparas ataques tales como emboscadas, ataques ráfaga (ataque y retirada), etc.
La segunda modalidad es la "melee" o refriega, disponible únicamente con las tropas del líder. Cuando las tropas del líder entren al melee (combate cuerpo a cuerpo, refriega, etc.), la cámara enfoca al líder en lugar de a las tropas, y el jugador utiliza únicamente al líder para combatir, las tropas luchan y se defienden automáticamente. El líder tiene ataques y equipamiento mejores que el de sus tropas, por lo tanto si el jugador pelea bien durante la refriega, puede reducir el número de bajas que tengan sus tropas y apoyar a sus soldados a aniquilar al enemigo con mayor velocidad. Cada líder es diferente y tiene varias habilidades.
La tercera modalidad empieza cuando termina la batalla. Se trata del mapa de Bersia en el que se desarrolla parte de la historia, se movilizan las tropas a otro territorio o lugar, y te narran todo lo que pasa fuera de las batallas. Si estas en un campamento, ciudad o fuerte, puedes revisar o recibir las operaciones y órdenes. Y además, si tienes tiempo, puedes utilizar los puntos de experiencia y dinero que obtuviste en la batalla para mejorar a tus tropas; y puedes ir al bar a contratar mercenarios y espiar o escuchar a los soldados.

## Reinos
Alianza Humana
Ecclessia: Es una rica y poderosa nación humana, dirigida por la Iglesia y gobernada por El Patriarca, el líder religioso. Cuenta con mucho dinero, poder y una gran fuerza militar. Pero son mal vistos por las otras naciones, puesto que son muy aristócratas, arrogantes, egoístas y no les importan las demás naciones, con nobles excepciones.
Azillia: Fue una gran nación en el pasado que lideró la Guerra de Héroes, Tras la desaparición del rey Curian, la poderosa Azillia se sumió en el caos. Fue anexionada por Ecclessia, y su actual rey es solo un títere del Patriarca de Ecclessia. Actualmente Curian es considerado un héroe nacional en Hironeiden.
Hironeiden: Aunque sigue la doctrina de Ecclessia, las guerras y la vida dura ha vuelto más duros a los hironeidianos ya que la nación esta en frontera con Vellond y Hexter, en general consideran a los Ecclessianos unos blandengues arrogantes que no tienen que luchar para sobrevivir. Su actual rey, Saul, es considerado un sabio y benevolente rey.
Legión oscura
Vellond: La primera nación unificada de elfos oscuros y la primera no gobernada por un elfo oscuro puro. Es dominada por el rey semi-vampiro Valdemar, los supervisores y demás vampiros. En su intento de asimilar Hexter, utilizando supervisores aplacadores y suministrando recursos a los pueblos que le eran leales, y así provocando guerras para asimilar a las tribus, terminó fracasando por la intervención de kaedes, un grupo de drows rebeldes, y tuvo que recurrir a Regnier, un poderoso Humano, dotado con increíble fuerza, inteligencia y poder. En Vellond vive una gran población de orcos y ogros.
Hexter: La tierra desértica de orcos y ogros, tierra que ha sufrido muchas catástrofes a lo largo de su historia. Conviven tribus donde peleaban ocasionalmente.. Al menos hasta que intervino Vellond. Fue finalmente unificado por Regnier, rey de Hexter y aliado de Vellond.

## Personajes
Kingdom Under Fire sigue la campaña de 4 únicos personajes, de distintas razas y alianzas, que son:
Alianza humana:
-Gerald: Del reino humano Hironeiden, defiende Hironeiden de la Legión Oscura. Es acompañado de Rupert (su mejor amigo) y Ellen (una chica mitad elfa y mitad humana). Este personaje es el primero que se escoge, es bueno para aprender la mecánica del manejo del héroe, velocidad media y fuerza media. Manejo de personaje media.
-Kendal: De Ecclessia, es un comandante nacido en Azillia que dirige la cruzada en las tierras de Hexter para recuperar la tierra santa. A diferencia de la mayoría de los ecclessianos, el (que es azilliano) es generoso, leal y valiente. Es acompañado de un niño llamado Thomas (hijo de su mejor amigo Walter) y Sir Duane (primo del patriarca). Personaje de nivel difícil, ataques fuertes pero complicados de aplicar, buena velocidad, manejo de personaje alta.
Legión Oscura:
-Lucretia: De Vellond es una elfa oscura que lucha contra los humanos e intenta detener la cruzada, acompañada de Morene, semi vampira, que es inspectora del rey Valdemar, y Cirith, una elfa oscura amiga de Lucretia. Personaje de nivel medio, velocidad alta y fuerza baja, manejo de personaje medio.
-Regnier: El amo de Hexter, posee el más grande poder y fuerza de Bersia. Intenta recuperar el corazón antiguo (un antiguo artefacto al cual Regnier le debe la vida, y por el cual quien lo consiga podrá tener control sobre Regnier.). Conocido anteriormente como el noble humano Rick Miner, fue asesinado durante la Primera Guerra de los Héroes por el liche Khiliani. Resucitado por el Corazón Antiguo, reapareció como Rick Blood, comandante de la Legión Oscura, en la Segunda Guerra de los Héroes. Finalmente, blandiendo una espada de fuego con fuerza devastadora y absoluta falta de piedad, volvió a aparecer como Regnier, el inmortal Señor de la Guerra de Hexter. Es acompañado de Leinhart (semi vampiro príncipe de Vellond e hijo del rey Valdemar) y Urukubarr (ogro que lideraba a la tribu de orcos Gorzanik). Personaje de nivel difícil, velocidad media fuerza alta, sus ataques tienen un gran alcance y son muy fuertes por lo que puede dañar al mayor número de enemigos. Manejo del personaje medio.

## Argumento
Del prólogo de Kingdom Under Fire: Circle of Doom
Al principio, la luz y la oscuridad se separaron y nació el mundo.
Para mantener la armonía, Nibel, Señor de la Luz y Encablossa, Señor de la Oscuridad, hicieron un pacto. Cada uno gobernaría el mundo durante una edad y lo moldearía a su gusto. Cuando la edad finalizase el control pasaría al otro, y el anterior gobernante descansaría mientras esperaba su siguiente turno. Así, el gobierno del mundo se alternó entre los dos poderosos y la paz prosperó.
Pero con el paso de los eones, Nibel comenzó a disgustarse. Cada vez que finalizaba la Edad de la Luz, contemplaba sus nobles criaturas pervertidas y torturadas en la siguiente Edad de la Oscuridad. Finalmente Nibel no pudo soportarlo más. Cuando volvió a llegar el momento de que finalizase la Edad de la Luz, rompió su palabra y se negó a ceder el control.
Entonces empezó la primera guerra de héroes, y como la leyenda decía, cuando parecía que todo estaba perdido, aparecieron siete héroes para luchar, los guerreros de Xoc. Pero la batalla cambió cuando uno de ellos, Rick Miner, que había muerto, resucitó con el poder del corazón antiguo. y entonces Encablossa fue encerrado en su dimensión.
De la segunda guerra de héroes se sabe poco, nada. Rick Blood se convirtió en líder de la legión oscura, y declaró la guerra a las naciones libres de Bersia. En su búsqueda del Corazón Antiguo terminó luchando contra la reina elfa Celine y el Rey Curian de Azilla.
Después de constantes guerras, todas las naciones de Bersia se habían logrado recuperar y alcanzaban y ansiaban ahora poder y expansión militar.
Un hecho que destaca, es la toma de Arein, una ciudad elfa, por Vellond, y la asimilación de Hexter por Vellond (el aplacamiento de Hexter) Estos hechos son narrados en profundidad en kingdom under fire: Héroes, en las campañas de Ellen, Leinhart y Urukubarr.
Tu papel empieza entre 4 y 5 años después de la toma de Arein, depende del Héroe.
La historia del juego es entendible jugando con cualquier personaje en cualquier orden, ya que las 4 historias se entrelazan y todo se revela de igual forma.
El patriarca de Ecclessia y Walter, fiel amigo de Kendal y emisario celestial, reciben una visión divina de su diosa, que les dice que para acabar con el mal, hay que destruir el corazón antiguo en el altar de Nowart. El mundo poco sabe, a excepción de unos cuantos, principalmente de la Legión oscura, y principalmente Regnier, la historia de los corazones antiguos y de sus dos dioses. El corazón antiguo que se encontraba en ese momento en el mundo era el de Nibel, y el corazón antiguo se encontraba en paradero desconocido para la alianza humana.
Así que el siguiente paso, tres meses después, fue reunirse con un Drow, Rithrin, líder de Kades, que aseguraba saber el sitio donde se encontraba el corazón antiguo, dentro del Altar de la Destrucción. Se reunieron en territorio hironeidiano, cerca de un pueblo llamado Greyhampton. Son descubiertos por un explorador hironeidiano, y para que no se corriera el rumor del pacto, deciden destruir Greyhampton. Matan a todo humano allí, y lo arreglan, convenientemente, para que parezca obra de Hexter. 
Ecclessia aprovecharía que Hironeiden y La legión oscura se declaren la guerra, para así hacer una cruzada para conquistar el altar de la Destrucción. Además, los Ecclessianos consideran este altar sagrado. Pero los verdaderos motivos de la cruzada solo los conocen Walter y el Patriarca, ni siquiera Kendal.
Campaña de Gerald: Campaña de nivel fácil para conocer la mecánica del juego y pasar la curva de aprendizaje.
Días después Gerald y sus compañeros viajan a Greyhampton a una misión pedida por el Patriarca, al llegar ven los restos humeantes del pueblo, desconcertados ven un grupo de elfos oscuros cerca, deciden atacarlos, aniquila a todos pero deja a una sobreviviente para interrogarla, ya de regreso a Esse le informa del ataque a Greyhampton al general Hugh, este impactado exige la información que le sacaron al prisionero y va hacia la capital para informarle al rey. Ellen empieza a cuestionar con Gerald lo que pasó en Greyhampton, los restos del pueblo llevaban semanas sin que nadie más supiera, además si ya estaba destruido porque aparecieron los elfos obscuros? 2 semanas después regresa el general Hugh e informa que el Patriarca ha declarado una cruzada para recuperar las tierras santa por lo tanto Hironeiden y Ecclesia están en guerra con Hexter y Vellond.
El inicio del conflicto fue bueno para Hironeiden, lograron pasar la frontera con Hexter, sus tropas aplastaban a los enemigos que encontraban, les llega información que Regnier líder de Hexter se aproxima, nadie sabía mucho de este Regnier, solamente que el aplasto la rebelión de Vellond y sometió a los orcos y ogros de Hexter. Gracias a sus espías saben por dónde pasaran sus tropas, deciden atacar y controlar esa zona para evitar que Regnier pueda llegar. El general Hugh idea un plan, él y sus tropas entraran en combate mientras que las tropas de Gerald se escabullen y toman control de la presa, una vez esto las tropas de Hugh se retirarían, serían perseguidas por las tropas de orcos y elfos obscuros, una vez cruzado el río, Gerald abriría la compuerta de la presa y el torrente de agua se llevaría a las tropas enemigas.
El plan se estaba cumpliendo, al abrir las compuertas la mayoría de las tropas enemigas fueron barridas, pero un pequeño destacamento de elfos obscuros y algunos orcos lograron pasar y luchaban contra las tropas de Hugh, al ver esto Rupert le exige a Gerald que vayan a salvar al general, Ellen dice que la prioridad es mantener el control de la presa, tras un momento de reflexión Gerald decide salvar al general.
Cuando acuden a salvarlo el general Hugh se enfurece, les dice que la prioridad es la presa no él, en medio de la lucha Gerald conoce a la líder de los elfos obscuros Lucrecia. Tras esto los elfos obscuros se retiran, solamente se quedan los orcos luchando hasta que fueron aniquilados. Hugh furioso ordena la retirada.
Ya en Esse Gerald discute con sus oficiales, Rupert lo apoya pero Ellen lo critica, ya que nada impedirá que llegue Regnier y esta guerra se extenderá. El general Hugh solicita a Gerald, ya ante él, el general más calmado habla con Gerald sobre la naturaleza de la muerte y la guerra, tras esto le dice el siguiente paso a hacer.
La llegada de Regnier es inminente por lo tanto deciden emboscarlo, saben que pasara por un lugar muy boscoso por lo tanto deciden ahí atacar, están tan confiados en la victoria que el mismo Rey en persona acudió a verla. Esperan a las tropas de Regnier en un claro, ahí por primera vez lo ven, quedan sorprendidos al verlo porque es un humano, aun así deciden actuar, atacan la vanguardia de las tropas mientras que el Rey y los arqueros se retiran al otro claro tras la zona boscosa, al llegar a la posición las tropas de Hugh y Gerald se retiran, logran cruzar la zona boscosa, tras esto los arqueros disparan flechas incendiarias en la zona boscosa, se inicia un gran incendio que aniquila a las tropas orcas que están ahí. Las tropas humanas empiezan a celebrar al ver como caían los orcos, pero la alegría se terminó muy pronto. En medio del el infierno aparecieron uno cuernos, bajo estos cuernos estaban el mismísimo Regnier que junto con sus tropas pesadas pasaban el fuego sin ningún problema.
Horrorizados Hugh da la orden de ataque total, el y Gerald se lanzan al ataque, estas tropas orcas no eran como las anteriores, están mejor equipados y son más fuertes, Regnier entra en combate, con su enorme espada empieza a masacrar a los humanos, al grado que Regnier se prende fuego y empieza a fulminar a todo que este frente a él. Al ver esto, el general Hugh ordena a Gerald que se retire y salve al Rey, Gerald se niega a abandonarlo pero Hugh le insiste, así Gerald toma lo que queda de sus hombre y huye junto con el rey, mientras corren escuchan el sonido de la batalla pero había un sonido más que los horrorizaba, los golpes de fuego de Regnier daba con su gigantesca espada. Tras escapar de la masacre se escabullen entre el bosque y logran salir rumbo a Esse.
Ya a salvo en Esse, Gerald y Rupert se lamentan la derrota, Rupert insiste en ir a salvar al general, tanto Gerald como Ellen se niegan en salir de Esse, Rupert furioso los deja y va al bar. Gerald le explica a Ellen su relación con el general, tanto el cómo Rupert son huérfanos, estaban totalmente abandonados hasta que el general Hugh los tomo, los crio y los moldeo para la vida militar, por eso lo veían como un padre.
El Rey solicita la presencia de Gerald, ante el Rey, Gerald se lamenta la derrota y la pérdida del general y el asume las culpas, el Rey le dice que él no tuvo la culpa, la tuvieron todos al menospreciar el poder de Regnier, tras su audiencia con el Rey Gerald se encuentra con un compañero llamado Walden, este le da sus simpatías por la pérdida del general, tras esto le comenta a Gerald de un rumor que le llegó, se enteró de que un convoy de suministros pasara pronto y sabe por dónde pasara. Gerald se muestra desconfiado, por lo que manda exploradores cerca de esa zona, tras regresar los exploradores confirman que si pasara el convoy, Gerald decide emboscarlo.
Tras el viaje a la emboscada Rupert se reconcilia con Gerald y Ellen, ya en sitio esperan al convoy y lanzan la emboscada donde los destruye completamente, ya de regreso a Esse presencian algo que no esperaban, Esse había caído, un sobreviviente los encuentra, les comenta que el enemigo atacó poco después de que sarparan, derrumbo las murallas y masacraron a los soldados y civiles que había, Walden ayudó a que escapara el Rey y él murió en la lucha. Gerald desconcertado decide llevar a sus tropas a la capital, tras pasar entre muchas tropas enemigas logran llegar a la capital, ahí ve al Rey que le explica lo que pasó, la moral de Gerald estaba por los suelos él se consideraba el responsable de la catástrofe, el Rey trataba de animarlo y lo nombró general. El rey le ordena una nueva misión, tendrían que mandar mensajeros a los Elfos y Enanos para una alianza, si Hironeiden cae, solamente sería cuestión de tiempo para que ellos siguieran, por lo tanto le pide a Gerald un voluntario para el papel de mensajero.
Tras esto Gerald va al bar donde están sus oficiales, les comenta lo que le pidió el Rey, Rupert se ofrece como mensajero, tanto Gerald y Ellen están de acuerdo, a la mañana siguiente salen de las murallas y tras luchar contra varias tropas enemigas logran mandar a Rupert, ya de regreso en la capital solamente les queda la opción de esperar. Pasan 2 meses, el Rey le pregunta a Gerald si ha pasado algo con el mensajero, Gerald le dice que no hay noticias, el Rey pregunta cuantos suministros les queda, Gerald le responde que solamente para una semana más. Tanto el Rey como Gerald saben que su destino está en manos de Rupert. Al terminar la conversación Gerald sale a inspeccionar a las tropas que están descansando en el patio principal donde comían, bebían y platicaban. Todo estaba bien hasta que las murallas empezaron a caer, y tras esto escorpiones gigantes y cientos de Ghouls entraban. Las tropas humanas se retirar a la parte interior de la ciudad, Gerald sale a enfrentarlos, su misión era evitar que destruyeran las murallas interiores, Gerald logró vencer a la primera horda, pero siguieron entrando más y más al grado que ya no podían enfrentarlos, al final quedan totalmente rodeados, pierden toda esperanza y se rinden, en eso escuchan el grito de Rupert, tras el tropas de elfos y enanos, se lanzan al ataque junto con los Bomber Wings que bombardean sin descanso a las tropas enemigas, están deciden retirarse.
Tras la victoria Gerald y Ellen felicitan a Rupert, tras esto Gerald va a ver al Rey el cual está discutiendo con los líderes de los elfos y enanos, el Rey les agradecía, estos le decían que la legión obscura es también sus enemigos y estaban obligados a ayudar, además le comentan al Rey que ellos se quieren unir a la cruzada en las tierras santa para recuperar el corazón antiguo, tanto el Rey como Gerald no se muestran muy convencidos, los elfos y enanos les dice que ellos cubrirán las perdidas del ejército de Hironeiden. Ante estos argumentos el Rey queda decidido de unirse a esa “aventura”.
Las mayorías de las tropas de la Legión Obscura habían retrocedido a Hexter, Gerald se encargaba de aniquilar a los rezagados en lo que viajaba a tierra santa. Tras machar por el territorio llegan a Esse, al equipo le sorprende que este totalmente intacto la ciudad interior, como si pareciera que las tropas enemigas evacuaran todo de forma rápida.
Tras contemplar esto divisan a un mensajero de Ecclesia, el líder de la guardia papal, este le solicita al Rey el apoyo de Hironeiden en la lucha de la tierra santa, comenta que desde que llegó Regnier han tenido que retroceder, el mensajero promete apoyo para la reconstrucción si acceden, las tropas de Hironeiden estaban muy disgustadas con Ecclesia, ya que en medio de la crisis no dio ni un solo apoyo, solamente apoyaron los enanos y elfos. El Rey tras analizarlo con Gerald decide acudir a la cruzada.
En el trayecto se encuentran con asentamientos orcos dentro de su territorio, esto enfurece a Gerald y decide quemarlos todos, Ellen le comenta que ya tienen una misión y no pueden detenerse a hacer eso. Aun con esas advertencias Gerald se lanzó al ataque.
Ya en Tierra Santa junto con sus tropas logran romper el cerco que los separa con las tropas de Ecclesia gracias a los StormRaiders que les dio este, la misión era reunir ambas tropas para el ataque final, antes de partir para unirse rescatan a unos soldados de Ecclesia, estos le dicen que un demonio con cuerno barrio su unidad, Gerald reconoce que fue Regnier, sus deseos de venganza lo consumen, ordena que las tropas generales se reúnan con los Ecclesianos mientras que el con su unidad van por Regnier. Ellen insiste que una mala idea y que hay que reunirse con los Ecclesianos, Rupert apoya la idea de Gerald.
Tras partir llegan a donde esta Regnier, tras decir sus votos Gerald se lanza al ataque, el combate fue encarnizado pero el resultado el mismo que la anterior vez, Regnier aplastaba a las tropas de Gerald, en un ataque Gerald queda al descubierto y Regnier se dispone a fulminarlo, Rupert se mete en medio de los dos salvando la vida de su capitán pero muere en manos de Regnier, Gerald pierde la conciencia, su última imagen es vder en el cielo un Bombard Wings. Tras despertar está fuera del campo de batalla, se entera de que Rupert murió y que Ellen lo saco de ahí gracias a que apareció un Bombard Wings que empezó a bombardear al enemigo. Semanas después están ante las ruinas del Altar de la Destrucción, Gerald se cuestiona todo lo que ha perdido, a Hugh, a Rupert solo le queda Ellen, tras esto los exploradores le comunican a Gerald que encontraron algo extraño, al verlo ven que es el cuerpo de un monstruo que nunca antes habían visto.
Campaña de Lucrecia: Campaña de nivel normal donde aún se muestran los mecanismos y la curva de aprendizaje.
Lucrecia aparece con sus tropas y sus oficiales Morene y Cirith, todas las tropas de elfos obscuros tienen a un observador, es este el que manda los informes de la unidad a la capital así como detectar a los elementos rebeldes, los observadores siempre son medio vampiros lo cual es Morene. De Cirith solamente se puede decir que la clásica chica con cabeza de aire. La misión de Lucrecia es recuperar los restos de Dragón de una tumba en medio del desierto construida por los enanos 5000 años atrás, el plan es reunir la mayor cantidad de huesos de Dragón y reanimarlo, en lo que inspeccionan la zona son atacadas por tropas humanas, tras vencerlas se preguntan qué está pasando, en eso ven el grueso de las tropas humanas avanzando.
Lucrecia y sus tropas regresan a Arein, ahí le informan a su comandante Rumen lo que presenciaron, esta les comenta que están en guerra y ya se están movilizando las tropas de Vellond y Hexter. Tras esto va a hablar con sus oficiales y se encuentra con su exnovio Rithin, este se muestra muy afectuoso con ella pero ella lo rechaza, en una conversación Rithin ve que ella sigue usando la espada que le regaló, ella le explica que la usa, ya que la que usaba se rompió.
Al día siguiente salen a combatir logran derrotar a las tropas humanas y avanzan al interior de la frontera, ya dentro de Hironeiden le ordenan una misión a Lucrecia de supervisar unos trabajos que están haciendo los sarpeadores orcos, en el viaje se muestra el desprecio que siente Lucrecia por Morene al grado que amenazarla con matarla, pero al llegar ven a los orcos muertos ven a un grupo sobreviviente luchando contra los humanos, Lucrecia se queda observando burlándose pero Morene la obliga a salvarlos, tras salvarlos va por el resto de las tropas humanas, ahí encuentra a las tropas del general Hugh donde presta batalla, en ese momento las tropas de Hugh se retirar y Lucrecia y varios grupos de orcos lo persiguen, tras cruzar el río se abren las compuertas de la presa y se lleva a la mayoría de las tropas, pero las tropas de Lucrecia logran pasar donde atacan a las tropas de Hugh, Lucrecia podría a ver vencido al general si no fuera que intervino Gerald, tras esto se retiró al campamento.
Ya en el campamento Rumen le confiera la misión de tomar Esse, por lo que le da la comandancia de los escorpiones gigantes de Hexter, al estar frente las murallas los escorpiones derrumban estas, las tropas de elfos obscuros y orcos entran a granel, el ataque es rápido y mortífero, al grado que el capitán de los lanceros Walden se lanza a la lucha para darle tiempo al Rey Saúl para que escape. Walden es capturado y después ejecutado por Lucrecia.
Tras la victoria Lucrecia va a ver a Rumen, ahí se encuentra con Regnier donde personalmente felicita a Lucrecia, ya de regreso habla con sus oficiales y con Ritrinh, este le dice que hay rumores que Regnier es Rick Blood el Guerrero Inmortal, Lucrecia resta importancia a eso. Rumen comanda una nueva misión a Lucrecia, mientras que el grueso del ejército va hacia la capital de Hironeiden, ella tomaría a sus tropas y masacraría a las tropas humanas que huyeron. Tras cometer su misión Lucrecia va al campamento de asedio, ahí detecta que la situación no va bien, al ir a ver a su comandante se encuentra que está discutiendo con Regnier, Regnier abandonara el frente de Hironeiden y partirá a defender el altar de la Destrucción que está haciendo atacado por las tropas de Ecclesia, Rumen protesta pero la decisión de Regnier es final, deja a sus escorpiones y sus Mamuts para el ataque a la capital. Tras partir Rumen nombra a Lucrecia para que lidere la invasión a la capital. Lucrecia usa la misma metodología que uso en Esse, derrumba las murallas con los escorpiones y los mamuts, avanzan rápido barriendo toda resistencia, ya al momento de alcanzar los muros interiores son atacados por las tropas de elfos y enanos. Al ver el desastre ordena la retirada.
Rumen está furiosa, culpa de todo a Regnier y el desempeño de sus tropas, Moreane le comenta a Lucrecia que aunque Rumen nunca lo acepte con Regnier nunca hubiera pasado esto, tras esto Lucrecia es enviada a proteger a las tropas que se retirar de los ataques de los humanos, tras esto logran llegar a Arien, Lucrecia considera que es el fin de la campaña pero Rumen la cita, Rumen la acusa que Cirith y Rithin son Keades, el castigo es que si un miembro de la unidad es Kaede se ejecuta a toda la unidad, Rumen manda a Lucrecia y a Moreane a buscar a Cirith y a Rithin.
En el trascurso del viaje Moreane le explica a Lucrecia que toda esta guerra es por el corazón antiguo, que ya sabían que Rithin era Kaede pero él sabía donde está el corazón, por lo tanto le ordenaron a Cirith que se uniera a Rithin y la llevara donde está el corazón, una vez ahí Cirith mataría a Rithin y se llevaría el corazón a Vellond. Lucrecia desesperada sale en busca de Rithin para salvarlos, tras pasar con un contingente de Ecclesia ve impotente como el papa mata a Rithin y se escapa. Caída totalmente en depresión, le da un rito funerario a Rithin donde le recita un poema de amor y despedía.
Campaña de Kendal: Campaña de nivel difícil en la cual ya no hay curva de aprendizaje, tropas enemigas más numerosas y fuertes, situaciones más caóticas que exigen un mejor control del héroe y las tropas.
Kendal empieza cruzando el medio de Hironeiden con sus tropas, ahí atacan a un gran destacamento de ghouls y orcos, tras vencerlos entran a Tierra Santa, ahí Kendal se entrevista con el líder de la guardia papal Walter, el cual es el padre de unos de los oficiales de Kendal, Thomas solamente es un chico que está ahí por petición de su padre y es constantemente entrenado por Kendal, Walter le dice que se prepare para el asalto principal con las tropas de Hironeiden, Kendal se retira y se prepara, al día siguiente se lanza el ataque, Kendal con sus tropas luchan de forma encarnizada abriéndose paso entre sangre y fuego, ya casi al llegar al Altar de la Destrucción, Kendal contempla como las fuerzas del Papa se retiran, desconcertado ordena también la retirada. Ya en el campamento cuestiona por qué se dio al retirada, va a buscar al Papa pero se entera de que se fue junto con la guardia Papa, además que las tropas de Regnier van tras él, rápidamente Kendal pone orden en el campamento y va tras el Papa.  
Kendal se abre camino entre tropas de Hexter, Vellond y Kaedes en una frenética carrera que los lleva por todo Hironeiden hasta llegar a Ecclesia, en su camino hacia Jonsburgh, Kendal se encuentra con Gerald, Kendal le reclama a este porque no está en Hexter protegiendo la retaguardia, Gerald le dice que está persiguiendo a Regnier, dice que si Regnier muere toda la legión obscura caerá, Kendal le cuestiona eso diciéndole que está ahí para vengar a Hugh y a Rupert. 
Kendal prosigue su camino en rumbo a la capital de Ecclesia, en el trayecto Thomas tiene fuertes discusiones con el oficial Dune, este al ser primo del Papa cuestiona los motivos de la cruzada, la situación se acalora tanto que Kendal le da un ultimátum a Dune para que pare sus críticas, al entrar en territorio de Eclessia se entera de que Regnier estuvo a punto de capturar al Papa, pero algo paso y Regnier se detuvo, ya dentro de la seguridad de la ciudadela, se entera de que Walter robo algo muy preciado y partió a las tierras heladas del norte, el Papa furioso le ordena a él y a todas las fuerzas que vayan tras él.
Así fue como las fuerzas de Ecclesia, Vellond, Kaedes y Hexter se lanzan en persecución. Las tropas de Walter llegan a un pequeño y abandonado santuario, ahí tenían que destruir lo que le habían robado al patriarca, el corazón antiguo, los primeros en llegar fueron las tropas de Kaedes, Walter arma una pequeña defensa para el santuario, tras una feroz resistencia aguanta hasta que llegan las tropas de Kendal, Walter trata de explicarle toda la verdad a Kendal, pero justo antes que Kendal tomara el control, el corazón antiguo es destruido y en el cielo surge una enorme abominación, Encabrossa ha despertado.
Encabrossa empieza expulsando de su cuerpo ciento de miles de monstros, estos masacran a las tropas presentes, después de eso Encabrossa empieza a succionar a todos los presentes.
Kendal huye con sus tropas a Ecclesia donde sufre ataques frecuentes por las noches de los monstros de Encabrossa, hasta que cierto día aparece Gerald, este le explica que fueron salvados por Regnier y que este quiere una reunión para tratar el problema del los monstros. Al principio Kendal se niega pero al caer la noche el ataque es más fuerte, por lo que deciden abandonar la ciudad, en su viaje son atacados por los monstros de Encabrossa pero logran salir y ser rescatados por Leinhart quien los guía hacia Kalishire.
Ya en la presencia de Regnier le exigen una explicación de todo el caos que está pasando, ahí les explica el ciclo de los dioses, el nombre del dios de la obscuridad y el dios de la luz. Así como el monstruo genera un campo de energía, y empieza a expandirlo. Ese campo es la oscuridad, y sus criaturas no pueden salir de él. Pero pronto podría cubrir todo el mundo.
Además menciona su plan para vencer a Encabrossa y regresar al mundo de la luz. Sir Dune se niega a aceptarlo y menosprecia a Regnier pero Kendal reconoce el nivel de desesperación y lo acepta, acepta usar el Bataloon para ingresar al interior de Encabrossa y ahí adentro destruir su corazón antiguo pero con la condición que una vez a dentro ambas tropas (humanas y orcos) serán dirigidas por él, Regnier le resta importancia a eso y acepta. Kendal le pregunta una vez destruida la criatura como escaparan de ahí, Regnier le menciona que después de eso quedaran encerrados en la dimensión de Encabrossa, y tendrán que encontrar ahí la torre blanca por la que una vez escapó el para lograr salir.
Campaña de Regnier: Campaña de nivel difícil en la cual ya no hay curva de aprendizaje, tropas enemigas más numerosas y fuertes, situaciones más caóticas que exigen un mejor control del héroe y las tropas.
La campaña de Regnier empieza frente el Altar de la Destrucción, en plena lucha contra las tropas de Ecclesia se va abriendo camino a donde está el Papa, casi logra alcanzarlo pero este escapa, en el trascurso de la lucha Leinhart cuestiona a Regnier el haberse retirado de Hironeiden, Regnier le responde que la situación aquí es más importante. En medio de la batalla Regnier escucha la voz de una deidad que se despide.
Tras la batalla, regresan al campamento, ahí Regnier se entera lo que pasó con Rumen y su retirada, la verdad Regnier no esperaba mucho de ella, se enteran de que el Papa huyó de su campamento y parten en su búsqueda, en el trascurso del viaje Regnier empieza a escuchar voces en su cabeza, son las resonancias del corazón obscuro que está en control del Papa.
Regnier barre contra todas las tropas que se encuentra, hasta los Kaedes tratan de detenerlo pero es inútil, Regnier penetra todo Hironeiden y llega hasta Ecclesia, ahí está a punto de atrapar al Papa antes de que se refugie en la capital, estaba a unos pasos cuando escucha una voz en su cabeza, era la del Papa que le ordena parar el ataque, ahí Regnier se da cuenta de que ya llegó tarde. 
Regnier queda atrapado en un recuerdo, en el recuerdo de la última batalla para tomar Hexter, en esta batalla estaba acompañado con Leinhart y las tropas de elfos obscuros, el enemigo a vencer es Urukubarr, en medio de la lucha el recuerdo termina.
En el trascurso del escape el corazón empiezo a corromper al patriarca, quien por último decide quedárselo para tomar control sobre Regnier en lugar de destruirlo. Entonces Walter y un grupo de sus emisarios logran robarle el corazón antiguo al patriarca y escapan hacia el altar de Nowart, donde debe ser destruido el corazón. En la legión oscura los "Kaedes" empiezan a matar a los demás que sirven al rey Valdemar, este problema parecía no tener gran trascendencia, sin embargo es crítico el daño que los Kaedes logran hacer a Valdemar. Regnier buscaba la forma de conseguir el corazón antes que nadie, sin embargo cuando el patriarca lo consiguió debió ir tras él para evitar que lo controlasen.
El Papa se refugia y las tropas de Hexter se retiran armando un campamento, ahí Leinhart cuestiona a Regnier por retirarse, Regnier le comenta que lo que se llevó el Papa era el corazón antiguo, el que lo poseyera ese corazón podría controlarlo a él, es por eso que lo perseguía para mantener su libre albedrío. Regnier le comenta a Leinhart que el corazón ya no está en Ecclessia, y que ya no lo lleva el Papa, no sabe quine lo está llevando pero sabe a dónde se dirige por lo que parten de inmediato.
Regnier llega cuando las tropas humanas están luchando contra las de los Kaedes y las del Papa, rápidamente ordena el ataque total, empieza a aniquilar a todas las tropas que encuentra cuando Regnier siente un golpe en el pecho, ahí se da cuenta de lo inimaginable, el corazón fue destruido y ha emergido Encabrossa.
Regnier y sus tropas se abren paso entre los esbirros de Encabrossa, Leinhart constantemente le exige una explicación, Regnier le dice que se la dará cuando estén en un lugar seguro, Leinhart le dice que hay un refugio cerca, un castillo abandonado llamado Kalishire. En su trayecto al castillo los exploradores orcos le dicen a Regnier que tropas humanas están cerca luchando contra los monstruos, reconocen que esos humanos son dirigidos por Gerald, Regnier y Leinhart bromean sobre él y planean seguir avanzando, pero Regnier se detiene y decide salvarlos. Leinhart le pregunta si es para darle de comida a los orcos, Regnier le responde que los necesita para un plan.
Tras rescatarlos logran llegar a Kalishire, ahí Regnier le explica la situación a Leinhart, le dice su verdadera identidad Rick Blood el guerrero inmortal, la relación que tiene con el corazón antiguo y la amenaza de Encabrossa, Leinhart le comenta a Regnier que nota algo extraño en él desde que se destruyó el corazón antiguo, Regnier le comenta que le dio el cambio más importante de todos, se volvió mortal, poco a poco irá perdiendo su poder pero el mismo sabe que desaparecerá ante que llegue ese día. Leinhart le dice que si al final salen vivos se vaya con él cuando sea mortal para cuidarlo, Regnier acepta.
Tras esto van a hablar con Gerald y Ellen, Gerald al momento de ver a Regnier procede a insultarlo y amenazarlo, al presenciar esto Leinhart arremete igual con insultos a Gerald, ya en medio de la pelea Ellen pregunta por qué los salvaron, Regnier decide explicarle a ella la situación, tras esto les pide que traigan a las tropas que quedan de Ecclesia para logran vencer al monstruo. Tras dejarlos ir Regnier deja a Leinhart al mando para recibir a las tropas humanas y el parte con su guardia a buscar los huesos de dragón.
Ultima misión tanto para Kendal como para Regnier:
Por primera y única vez en toda la historia de Bersia tropas humanas y orcas marchan juntas, el primero en actuar es Regnier, con sus tropas se va abriendo paso a paso entre los ataques incesantes de los monstruos, al llevar ante la larva gigante usan al Bone Dragon para abrir un hueco en el pecho del monstruo, Kendal llega y logra meter el Batallón con magos adentro, ya dentro del monstruo los magos tele trasportan a las tropas de Regnier y Kendal dentro de Encabrossa. Ya dentro prosiguen a destruir por dentro, van destruyendo sus terminales nerviosas, constantemente son atacados por monstruos hasta que por fin destruyen el corazón antiguo de Encabrossa, al hacer esto, la larva cae muerta al instante, no sale nadie del interior del monstruo, las tropas que quedaban afuera se retiraron a sus respectivos hogares. Nadie sabe qué fue de los héroes que entraron.
Epilogo.
Morene presencia el fin del reino de Valdemar el cual fue asesinado en su misión de conseguir el corazón antiguo, tras la destrucción del reino tanto los elfos obscuros y los medio vampiros se separaron y formaron pequeños grupos que pelearon entre ellos. Todo este caos no mermo la fuerza de Morene, con su determinación y liderazgo reunió a los medio vampiros y los pocos elfos obscuros fieles que quedaban, uno a uno fue aniquilando a las tribus de elfos obscuros que se enfrentaban, algunas se les unía al ver que ella podía volver a unir a todos en un reino. Al final logra expulsar los últimos Kaedes que quedan, los mando al desierto en el sur del continente, Morene se convierte en reina y refunda Vellond.
Estos Kaedes exiliados quedaron vagando perdidos en el desierto, hasta que encontraron unas ruinas, al inspeccionarlas se dieron cuenta de que poseían un nivel de magia muy alto, las reconstruyeron y ahora viven en su propio reino en medio del desierto.
Hexter sufrió un infortunio parecido al de Vellond, tras la desaparición de Regnier se sumó en caos, los orcos peleaban como animales rabiosos, el fanatismo y lealtad que le habían dado a Regnier los sumió en la locura al desparecer este. El caos terminó cuando la tribu Gorzanik (la cual era la tribu de Urukubarr) logró unificar todo Hexter, tras esto vino un periodo de paz, pero pasando el tiempo se realizó un gran descubrimiento, se descubrió una sustancia que podía multiplicar los poderes mágicos, esta sustancia se extraía del subsuelo y los mayores pozos están en Hexter.
Esto provocó continuas invasiones de contrabandistas, como era de esperarse los orcos y ogros no permitirían estas incursiones, por lo tanto los enfrentamientos eran continuos.
Al estar Ecclessia en plena decadencia y ruina, Hironeiden tomó el poder sobre la antigua capital religiosa del Oeste, unificando así al Oeste bajo una sola bandera; Hironeiden. La antigua capital Ecclessiana se convirtió en la nueva capital del Reino de Hironeiden. La nación patriarcal-religiosa que fue Ecclessia desaparece para siempre. Cuando Gerald entró a la ciudad, removió los estandartes e hizo derribar las estatuas de los patriarcas; antiguos gobernantes de la ciudad, entró en la catedral patriarcal e hizo coronar al Rey Saúl, como Rey de Hironeiden y "Defensor de la Santa Ecclessia". De la catedral fueron removidas las imágenes y el lugar fue reconstruido para ser el nuevo palacio del Rey. El poder patriarcal en Ecclessia se extinguía para siempre. A Gerald le fueron dadas las regiones del Antiguo Hironeiden y Esse para gobernarlas. Murió en Esse, viejo y en paz, en brazos de su esposa Ellen.
Ecclesia poco a poco fue reconstruyéndose, no logró llegar al nivel que tenía en el pasado, su gente aun cree que el desastre que les paso fue un castigo divino, por eso aumento los niveles religiosos a niveles de fundamentalismo, al grado que rechazan y son hostiles con los no humanos (incluyendo elfos y enanos). Es por eso que de todas las naciones humanas es la más retrasada, su nivel de tecnología y magia es bajo al compararlo con el resto de las naciones. Pero en lo que lo compensa es en el fanatismo que muestran sus soldados en la guerra, no temen a la muerte y luchan hasta desfallecer.
El Reino de Hironeiden se convirtió en la máxima potencia de la región, el reino siempre tuvo buenas relaciones con los elfos y enanos, por eso cuenta con un nivel de magia y tecnología más alto en comparación de los otros reinos humanos.
Hasta el final aparece Leinhart completamente solo en medio del desierto.